# Ellen Richards
Ellen Henrietta Swallow Richards (3 décembre 1842 - 30 mars 1911) est une chimiste et écologiste américaine, fondatrice du mouvement d'économie domestique (en anglais : home economics movement).

## Biographie
Ellen Richards est formée au Vassar College, où elle obtient son diplôme en 1870. À la fin de la même année, elle entre au nouvellement fondé Massachusetts Institute of Technology qui accepte de lui octroyer un statut d'étudiante spécial (special student) car l'Université n'accepte pas encore les femmes. En 1873, elle devient la première femme diplômée du Massachusetts Institute of Technology dont elle obtient un Bachelor en chimie. Le titre de sa thèse de Bachelor s'intitule « Notes on Some Sulpharsenites and Sulphantimonites from Colorado ». La même année, elle obtient également un Master du Vassar College,.

## Fondatrice du «home economics movement»
En 1898, Ellen Richards est invitée par Melvil Dewey à son Lake Placid Club pour délivrer une communication sur l'économie domestique. Après discussion avec sa femme Annie Dewey, il est décidé d'organiser une conférence l'année suivante. En 1899 se tient la première Lake Placid Conference, située au Lake Placid Club des Dewey. Richards est l'organisatrice principale de l'évènement, et dirige l'évènement en qualité de « chairman ». À l'issue de la dixième rencontre de la conférence annuelle en 1908, il est décidé de créer l'American Home Economics Association dont Richards sera la première présidente. L'année suivante, l'association fonde le Journal of Home Economics, également avec Richards à sa tête.

## Euthénisme
La vision générale de Richards est résumée dans son concept d'euthénisme (euthenics en anglais) tel qu'on le trouve exposé dans son ouvrage Euthenics: The Science of Controllable Environment (1910). Le terme est une référence directe au terme à l'époque populaire d'eugénisme. L'idée générale est que les individus interagissent et sont façonnés par leur environnement. Ainsi, une modification de l'environnement peut modifier les individus. De telles modifications peuvent être transmises à la génération d'individus suivante (par l'éducation par exemple). L'euthénisme est pour Richards une étape nécessaire préalable à l'eugénisme pour l'amélioration de l'être humain et de ses conditions de vie.

## Publications
- « Domestic Economy », The New England Farmer, 1883.
- Food Materials and Their Adulterations. Boston: Home Science Publishing Co., 1898.
- The Cost of Living as Modified by Sanitary Science. New York: J. Wiley & sons, 1899.
- The Cost of Food: A Study in Dietaries. New York: J. Wiley & Sons, 1901.
- The Cost of Shelter. J. Wiley & Sons, 1905.
- Sanitation in Daily Life. Boston: Whitcomb & Barrows, 1907.
- Euthenics: The Science of Controllable Environment. Boston: Whitcomb & Barrows, 1910.
- « The Social Significance of the Home Economics Movement », Journal of Home Economics 3 (2): 117–125, 1911.
- Chemistry of Cooking and Cleaning, avec S.M. Elliott (3e éd.). Boston: Whitcomb & Barrows, 1907.

## Postérité
Le cratère vénusien Richards a été nommé en son honneur.